# ヴフレダールの戦い
ヴフレダールの戦い（ヴフレダールのたたかい）は、2022年ロシアのウクライナ侵攻中のウクライナ東部攻勢の一連の軍事的交戦である。ロシア軍とDNR軍は、ヴォルノヴァーハの戦いの後、ウクライナとロシアとドネツク人民共和国の国境に近いドネツィク州ヴォルノヴァーハ地区ヴフレダールで、ウクライナ軍に対する軍事作戦に従事した。

## 戦闘経過

### 3月～6月
3月初旬、ロシア軍とDPR軍はヴォルノヴァーハの町を占領し、マリウポリの包囲を強化し始め、ザポリージャ州の軍隊と連携し、ウクライナ南部の大部分を効果的に占領した。ヴォルノヴァーハのすぐ北にあるヴフレダール(英語版)では、3月13日と14日にロシア軍が町を攻撃するための軍隊を編成したため、ウクライナ軍は防御を準備した。最前線は3月末から4月初旬にかけて失速した。4月6日、ロシア軍はヴフレダールの人道支援倉庫を砲撃し、2人が死亡、5人が負傷した。翌日、ヴフレダールとその周辺の入植地に対するロシアの攻撃により、ロシア軍、ウクライナ軍共に負傷した。
5月3日、ロシアの砲撃により、飲料水を探していた民間人3人が死亡。ロシア軍とDPR軍も5月16日にヴフレダールとクラホベに対して攻撃を開始したが、成功しなかった。6月までの戦闘の多くは、町の近くで繰り広げられた空中戦と砲撃戦に抑えられた。これらの戦闘で、ウクライナ兵1名が死亡した。6月23日、ロシアの偵察部隊がウクライナの兵士によって発見され、ロシア軍の偵察部隊は大きな損失を被った。ロシア軍は6月下旬にヴフレダールを砲撃した。

### 7～8月 攻勢を主張
7月の大部分を通して、散発的な砲撃と時折の攻撃がヴフレダールの近くで発生した。ロシアとDPR軍は7月12日と7月18日に2つの突破口を試みたが、どちらも成功しなかった。8月10日、ロシア軍はヴフレダールとその周辺の入植地を激しく砲撃し、攻撃を開始しようとしたが失敗。
8月14日、親ロシア派のテレグラムチャンネルとロシアの国営メディアは、DPRとロシア軍が反撃に成功した後、ヴフレダール近くのウクライナの防衛線を突破したと主張した。また、ロシアの国営メディアは過去4日間の攻撃によってこの地域のウクライナ軍が疲弊し、人員と装備が大幅に失われたと主張した。
8月27日と28日、ロシア軍はマリンカ (ウクライナ語版、英語版)への攻撃と並行して、ドネツク市の西と南西のヴフレダール（パヴリウカの南西3km）の方向に限定的な地上攻撃を開始した。

### 2023年2月以降
2023年に入り、ロシア側はドネツク州の完全占領を目指しヴフレダールへの攻勢を始めたが、何度も撃退されており、その都度戦車や装甲車が破壊・放棄されている様子が確認され、幾度も部隊（特に第155独立親衛海軍歩兵旅団と第40独立海軍歩兵旅団）が壊滅的な被害を出している。
2月7日には、ウクライナ側によって比較的新しい戦車であるT-90Sが3両破壊されたことがOSINTのJakub Janovskyによって確認されている。
2月10日には、イギリス国防省がTwitterにて、ロシア軍は低練度の兵を投入したため、大きな死傷者を出し、30台の装甲車を失ったと報告した。
米政治専門サイト「ポリティコ」は2月12日、ヴフレダールをめぐる戦闘で、ロシア軍が精鋭の第155親衛海軍歩兵旅団全体を失った可能性があると報じた。旅団は約5千人の兵士で構成されるが、そのほとんどが死傷または捕虜になったと見積もっているという。
2月17日には、プーチンは、甚大な被害を出して失敗を重ねているヴフレダール攻勢を指揮した司令官ルスタム・ムラドフを、攻勢失敗の1週間後に大将へと昇格させた。
2月26日には、ウクライナ国防省がTwitterにて、ロシア軍が地雷処理車無しに戦車を地雷原に突撃させ、無理矢理地雷原を突破しようとして失敗し、中隊規模の機甲部隊が壊滅したことを映像付きで発表している。
2月23日には、イギリス国防省がTwitterにて、司令官であるルスタム・ムラドフ大将がヴフレダール攻略失敗を非難され、改善するように圧力をかけられたものの、それを実現できる戦力はロシア軍にないと報告した。
ニューヨーク・タイムズは3月1日に、ヴフレダールでの戦闘で、ロシア軍が少なくとも130両の戦車や装甲車を失ったとみられると報じた。ヴフレダールはロシア本土と南部のクリミア半島を結ぶロシア軍の主要な補給路の北側に位置しており、2023年に入りロシア軍が攻略を本格化させていた。同紙によると、その周辺の平原で約3週間にわたって戦車戦が繰り広げられた。ウクライナ軍は、隊列を組んで進む露軍の戦車を待ち伏せ、対戦車ミサイル・ジャベリンなどで大きな打撃を与えたという。同紙は「ヴフレダールの占領に失敗しただけでなく、初期の戦いで数百両の戦車を失ったのと同じ過ちを犯した」と指摘した。捕らえたロシア軍兵には、衛生兵から戦車の乗員に配置転換された兵士もいたといい、露軍に専門知識をもった指揮官らが不足していると分析している。ウクライナ当局も「これまでの戦いで最大の戦車戦で、ロシア軍にとって痛恨の敗北だ」としている。
3月9日には、何度もヴフレダールの攻撃に頓挫している第155親衛海軍歩兵旅団が、少なくとも7回目の再編成のために第136独立親衛自動車化狙撃旅団と交代した。戦争研究所は、作戦的意義の薄い攻撃の再開はロシア国防省の面子のためであると推測している。
3月14日には、ウクライナ国防省がTwitterにて、ヴフレダール近辺で捕虜となった将校の日記を画像付きで投稿した。その内容は、
- 3月1日 100人の兵士が攻撃を行った。残り16名。
- 3月3日 116人の兵士のうち23人が残った。
- 3月4日 103人の兵士のうち15人が残った。
- 3月5日 115人の兵士のうち3人が残った。

と記されていたという。
3月16日には、イギリス国防省がTwitterにて、ウクライナ側のヴフレダール防衛が成功している理由のひとつに、ウクライナが遠隔対機雷システム（RAAM）を用い、ロシア軍に大損害を与えることに成功し続けているからであると述べた。具体的には、ウクライナは前進するロシア軍ユニットの前と背後に地雷を発射し、ロシアの車両が前進・撤退しようとする際に混乱を引き起こしたという。また、ロシア国防省がヴフレダールにこだわる理由として、バフムトである程度前進に成功したワグネル・グループに対抗しているからだと説明した。
11月2日、ロシアは第155海軍歩兵旅団とみられる大規模部隊を投入してヴフレダールを再攻撃したが、地雷原に阻まれて失敗した。

### ウクライナ軍撤退
2024年10月2日、ウクライナ軍はヴフレダールから撤退したと発表した。部隊がロシア軍に包囲される恐れがあり、「人員と軍装備を守る」ための決断だと説明した。
一方、ヴフレダールの市庁舎のがれきの上でロシア国旗を振る兵士らが確認された。